# Исабал (езеро)
Исабал (на испански: Lago de Izabal) е най-голямото езеро в Гватемала. Площта му е 589,6 km2, а максималната му дълбочина е 18 m. Най-големият му приток е река Полочик. Езерото е разположено само на метър над морското равнище и се оттича в Хондураския залив чрез плавателната река Рио Дулсе.
Исабал е дом на различни видове животни и е предпочитано място за наблюдение на птици. В околностите на езерото са се заселили множество туземни общества, сред които маите кекчи. Крепостта Сан Фелипе де Лара, построена през 1652 г. в чест на съдия Антонио Лара Манграво, е защитавала района от пирати. Сред езерото могат да се намерят потънали кораби от това време.
В планините около езерото се добива никел, което през последните години поражда опасения, че може да доведе до замърсяване на водите му.